# Trzebaw Rosnówko
Trzebaw Rosnówko (niem. Rosenhagen) – przystanek kolejowy we wsi Trzebaw, w woj. wielkopolskim, w Polsce.

## Ruch pasażerski
| Rok  | Wymiana pasażerska na dobę |
| ---- | -------------------------- |
| 2017 | 20-49                      |
| 2022 | 100-149                    |

W czasie II wojny światowej stacja nosiła nazwę Trebau.
Na stacji swój początek ma  Szlak turystyczny Trzebaw Rosnówko – Dymaczewo Stare